# Австралійська мідянка
Австралійська мідянка (Austrelaps) — рід отруйних змій родини аспідові. Має 3 види. Інша назва «мідноголов».

## Опис
Загальна довжина представників цього роду коливається від 1,3 до 1,8 м. Голова коротка, морда витягнута, дещо загострена. Тулуб товстий, кремезний. Хвіст помірного розміру. Забарвлення коливається від жовтого до червоно—коричневого й сіруватого. Голова має мідно—червоний колір. Звідси й походить назва цих змій.

## Спосіб життя
Полюбляють місцевості поблизу різних водойм. Добре плавають, полюючи на здобич як на суходолі, та й у воді. Активні вдень, лише у найспекотніші періоди — вночі. Живляться земноводними, дрібними плазунами.
Це яйцеживородні змії. Самиці народжують 14—20 дитинчат довжиною 20 см.
Отрута досить потужна й небезпечна для людини, якщо не ввести сироватку.

## Розповсюдження
Це ендеміки Австралії.

## Види
- Austrelaps labialis
- Austrelaps ramsayi
- Austrelaps superbus